# Body Wishes
Body Wishes es el duodécimo álbum de estudio del vocalista británico de rock Rod Stewart, publicado en 1983 por Warner Bros. Records. Hasta el día de hoy es uno de sus trabajos más criticados por la prensa especializada, donde sitios como Allmusic lo han llamado como «...una de sus peores obras». Aun así, el disco se convirtió en uno de sus trabajos más vendido de aquella década principalmente en el mercado europeo.
Como dato y al momento de ser lanzado contó con dos portadas distintas, donde Rod aparece con traje de color rojo y la otra con el traje de color negro. Además dicha portada es un homenaje a la del disco 50,000,000 Elvis Fans Can't Be Wrong del rey del roock  Elvis Presley de 1959.

## Recepción comercial y promoción
Tras ser puesto en el mercado logró muy buenos puestos en algunos países, superando en algunos de ellos el éxito conseguido con Tonight I'm Yours de 1981. Por ejemplo, en el Reino Unido logró la quinta posición en los UK Albums Chart y en el mismo año fue certificado con disco de oro por superar las 100 000 unidades vendidas. Además alcanzó a entrar en los top diez en otros mercados europeos como en Alemania, Suecia, Suiza y Austria, por mencionar algunos.
Por otro lado y a diferencia de lo ocurrido en Europa, en los Estados Unidos solo llegó hasta el puesto 30 en la lista Billboard 200, el más bajo para un disco del cantante desde principios de la década del setenta y además es uno de los pocos que no ha sido certificado con algún premio discográfico por parte de la RIAA.
Además y para promocionarlo se lanzaron cuatro canciones como sencillos a nivel mundial donde destacó «Baby Jane», que llegó hasta la primera posición en el Reino Unido y que además se convirtió en su sencillo más exitoso desde «Da Ya Think I'm Sexy?» de 1978.

## Lista de canciones
| N.º | Título                                         | Escritor(es)                                             | Duración |  |
| 1.  | «Dancin' Alone»                                | Stewart, Robin LeMesurier                                | 4:02     |  |
| 2.  | «Baby Jane»                                    | Stewart, Jay Davis                                       | 4:44     |  |
| 3.  | «Move Me»                                      | Stewart, Davis, Tony Brock, Kevin Savigar, Wally Stocker | 3:37     |  |
| 4.  | «Body Wishes»                                  | Stewart, Savigar, LeMesurier, Jim Cregan                 | 4:41     |  |
| 5.  | «Sweet Surrender»                              | Stewart, LeMesurier                                      | 4:00     |  |
| 6.  | «What Am I Gonna Do (I'm So in Love with You)» | Stewart, Davis, Brock                                    | 4:21     |  |
| 7.  | «Ghetto Blaster»                               | Stewart, Savigar, Cregan                                 | 4:10     |  |
| 8.  | «Ready Now»                                    | Stewart, Stocker                                         | 3:36     |  |
| 9.  | «Strangers Again»                              | Stewart, Savigar, Cregan                                 | 4:10     |  |
| 10. | «Satisfied»                                    | Stewart, Savigar, Cregan, Bernie Taupin                  | 4:10     |  |

## Posicionamiento en listas semanales
| País           | Lista                 | Posición |
| -------------- | --------------------- | -------- |
| Alemania       | Media Control Charts  | 2        |
| Suecia         | Sverigetopplistan     | 3        |
| Reino Unido    | UK Albums Chart       | 5        |
| Países Bajos   | MegaCharts            | 6        |
| Suiza          | Swiss Music Charts    | 7        |
| Austria        | Ö3 Austria Top 40     | 7        |
| Noruega        | VG-lista              | 10       |
| Australia      | ARIA Charts           | 14       |
| Canadá         | Canadian Albums Chart | 15       |
| Japón          | Japan Albums Chart    | 19       |
| Nueva Zelanda  | RIANZ Charts          | 25       |
| Estados Unidos | Billboard 200         | 35       |

## Certificaciones
| País        | Organismo certificador | Certificación | Ventas certificadas | Ref.   |
| ----------- | ---------------------- | ------------- | ------------------- | ------ |
| Alemania    | BVMI                   | Platino       | 500 000             | [ 16 ] |
| Canadá      | CRIA                   | Platino       | 100 000             | [ 17 ] |
| Reino Unido | BPI                    | Oro           | 100 000             | [ 4 ]  |
| Francia     | SNEP                   | Oro           | 100 000             | [ 18 ] |
| España      | PROMUSICAE             | Oro           | 50 000              | [ 19 ] |

## Músicos
- Rod Stewart – voz principal y coros
- Jim Cregan – guitarra principal y coros
- Robin Le Mesurier – guitarra rítmica y guitarra acústica
- Jay Davis – bajo y coros
- Tony Brock – batería híbrida y caja de ritmos
- Kevin Savigar – sintetizadores, secuenciador y piano
- Tommy Vig – percusiónes
- Jimmy Zavala – saxofón y armónica